# Liste der Biografien/Adl
Liste der Biografien |
Portal Biografien |
Personensuche
# |
A |
B |
C |
D |
E |
F |
G |
H |
I |
J |
K |
L |
M |
N |
O |
P |
Q |
R |
S |
T |
U |
V |
W |
X |
Y |
Z |
?
 
Aa |
Ab |
Ac |
Ad |
Ae |
Af |
Ag |
Ah |
Ai |
Aj |
Ak |
Al |
Am |
An |
Ao |
Ap |
Aq |
Ar |
As |
At |
Au |
Av |
Aw |
Ax |
Ay |
Az
 
Ada |
Adc |
Add |
Ade |
Adg |
Adh |
Adi |
Adj |
Adk |
Adl |
Adm |
Adn |
Ado |
Adr |
Ads |
Adt |
Adu |
Adv |
Adw |
Ady |
Adz
Die Liste der Biografien führt alle Personen auf, die in der deutschsprachigen Wikipedia einen Artikel haben. Dieses ist eine Teilliste mit 333 Einträgen von Personen, deren Namen mit den Buchstaben „Adl“ beginnt.

## Adl
- Adl, Doaa El (* 1979), ägyptische Karikaturistin
- Adl, Mostafa (1882–1950), persischer Jurist, Rechtsprofessor, Minister, Diplomat und Senator

### Adla
- Adlam, Frank (1857–1929), britischer Komponist und Organist
- Adlard, Mark (* 1932), britischer Science-Fiction-Autor
- Adlard, Robert (1915–2008), britischer Hockeyspieler
- Adlassnig, Annemarie (* 1954), österreichische Büroangestellte und Politikerin (ÖVP), Landtagsabgeordnete

### Adle
- Adle, Chahryar (1944–2015), iranischer Historiker, Archäologe und Orientalist

#### Adlem
- Adleman, Leonard (* 1945), US-amerikanischer Mathematiker und KryptologeLeonard Adleman (* 1945)

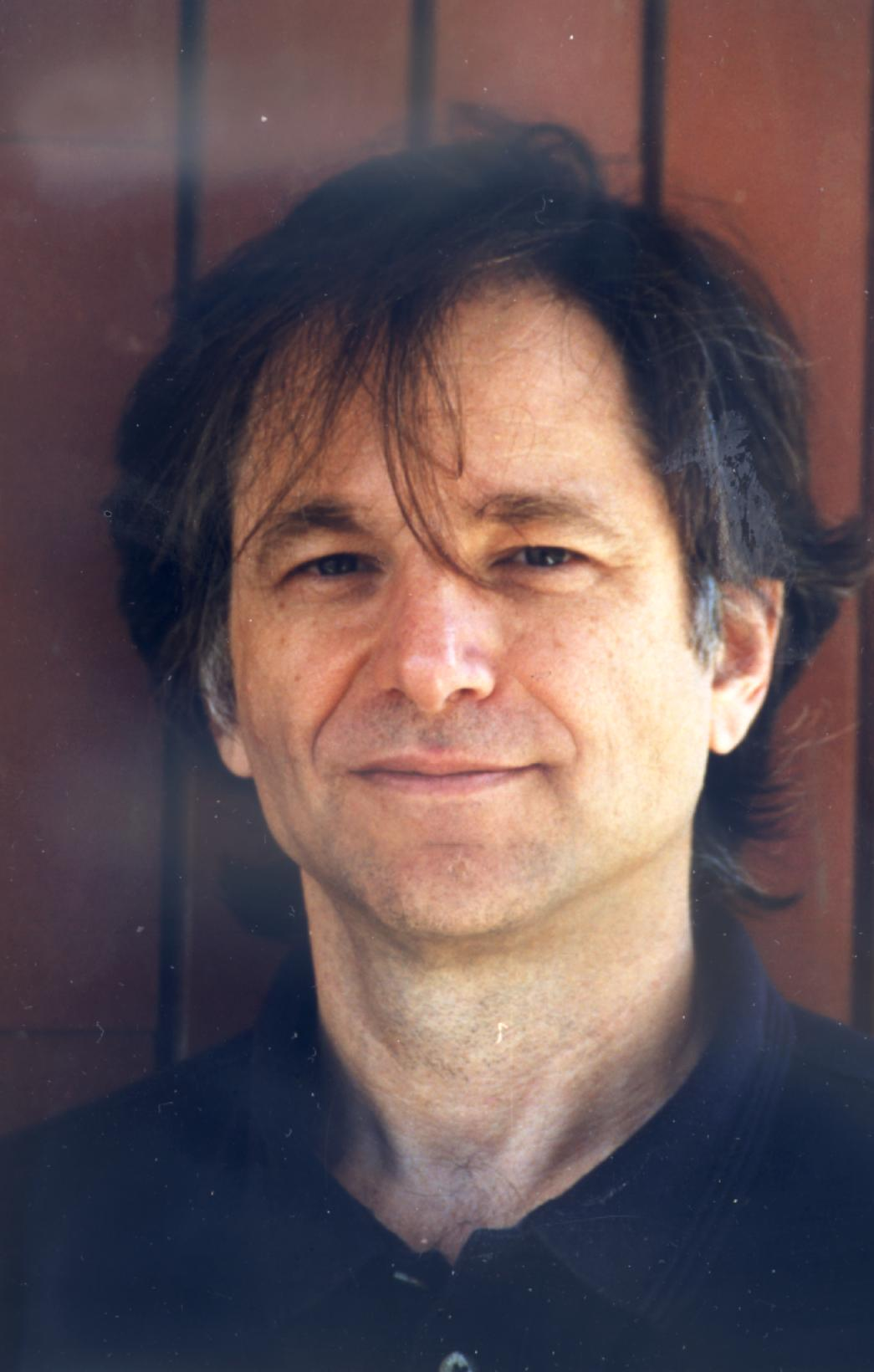
Leonard Adleman (* 1945)

#### Adler
- Adler Schnee, Ruth (1923–2023), US-amerikanische Textildesignerin und Innenarchitektin
- Adler, Abraham (1808–1880), deutscher Rabbiner und Gründer einer Jeschiwa
- Adler, Abraham (1811–1856), deutscher Rabbiner und Schriftsteller
- Adler, Abraham (1850–1922), deutscher Volkswirt
- Adler, Ada (1878–1946), dänische Klassische Philologin
- Adler, Agnes (1865–1935), dänische Pianistin und Musikpädagogin
- Adler, Alexander Sussmann (1816–1869), deutscher Rabbiner und Abgeordneter der Bürgerschaft in Lübeck
- Adler, Alexandra (1901–2001), österreichisch-US-amerikanische Neurologin, Psychiaterin und Spezialistin für Gehirn-Traumata
- Adler, Alexia (1864–1929), deutsche Ordensschwester und Generaloberin
- Adler, Alfred (1870–1937), österreichischer Arzt und PsychotherapeutAlfred Adler (1870–1937)

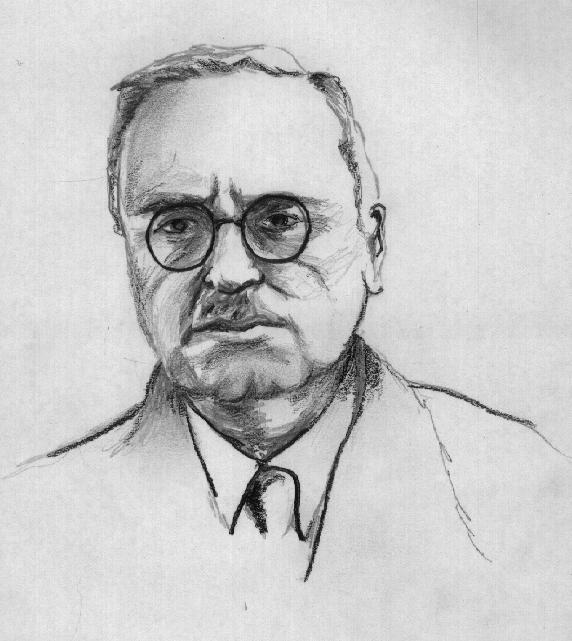
Alfred Adler (1870–1937)

- Adler, Alfred (1894–1982), österreichisch-US-amerikanischer Architekt
- Adler, Alfred (1907–1986), österreichischer Romanist und Literaturwissenschaftler
- Adler, Alfred (* 1934), französischer Ethnologe und Anthropologe
- Adler, Allison (* 1967), US-amerikanische Drehbuchautorin und Filmproduzentin
- Adler, Almut (* 1951), deutsche freischaffende Fotografin und Autorin
- Adler, Amy (* 1966), US-amerikanische Künstlerin
- Adler, Angela (1877–1927), österreichische Malerin
- Adler, Anja (* 1989), deutsche Parakanutin
- Adler, August (1841–1916), deutscher Fotograf
- Adler, August (1863–1923), österreichischer Mathematiker
- Adler, Bernhard (1753–1810), böhmischer Arzt und Begründer des Badeortes Franzensbad in Westböhmen
- Adler, Billy (* 1940), US-amerikanischer Film- und Videokünstler und Fotograf
- Adler, Brigitte (1944–2004), deutsche Politikerin (SPD), MdL, MdB
- Adler, Bruno (1889–1968), deutscher Literaturwissenschaftler
- Adler, Bruno (1896–1954), deutscher evangelischer Bischof (der Deutschen Christen)
- Adler, Bruno Fridrichowitsch (1874–1942), russisch-deutscher Ethnologe, Anthropologe, Kurator und Professor der Moskauer Staatlichen Universität
- Adler, Buddy (1906–1960), US-amerikanischer Filmproduzent und Drehbuchautor
- Adler, Carl (1823–1896), bayerischer Jurist und Politiker
- Adler, Carl Fredrik (1720–1761), schwedischer Naturforscher und Arzt
- Adler, Carl Nicolaus (1737–1816), deutscher Advokat und Bürgermeister von Stade
- Adler, Chris (* 1972), US-amerikanischer SchlagzeugerChris Adler (* 1972)

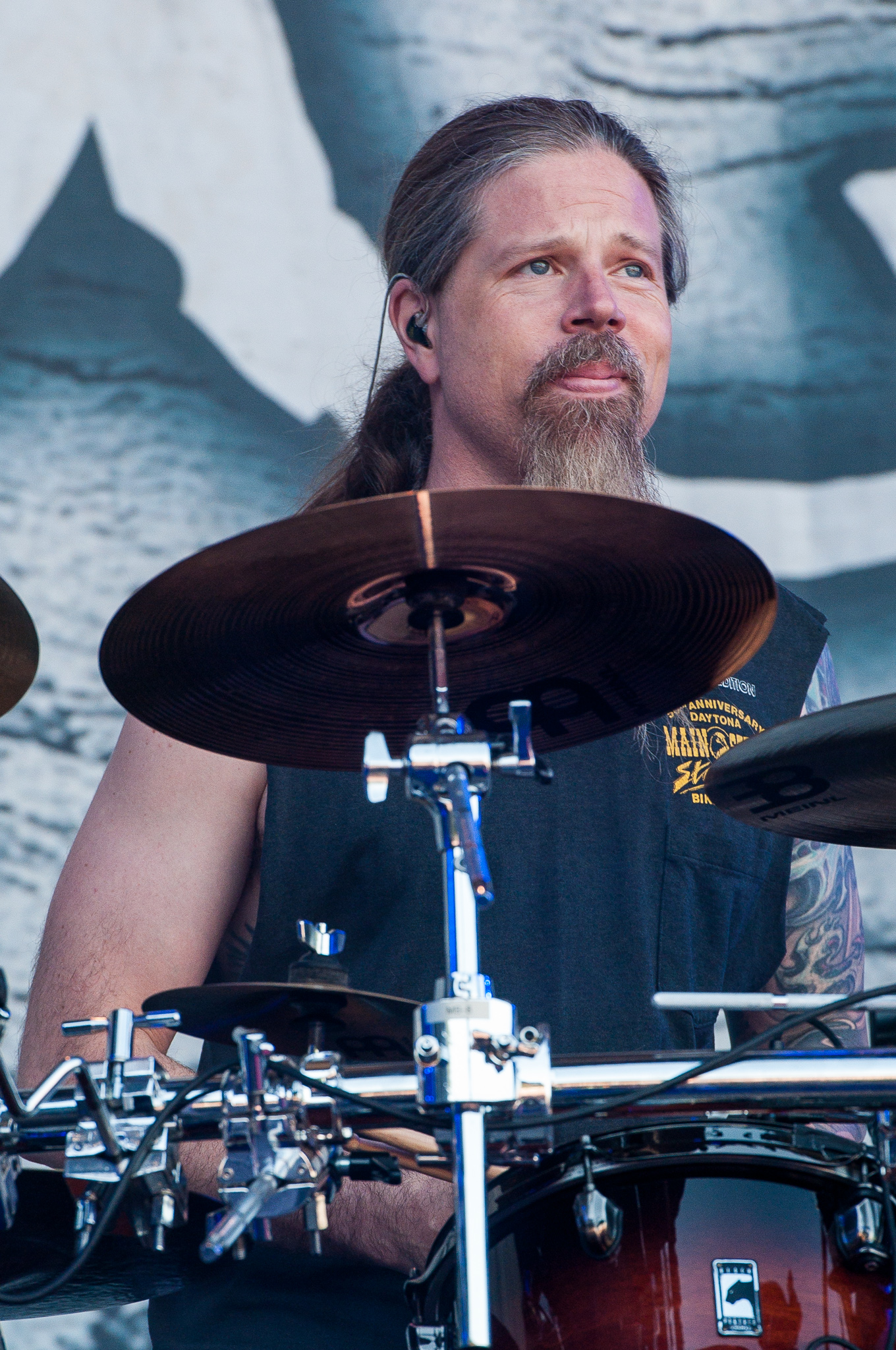
Chris Adler (* 1972)

- Adler, Christian Matthias (1787–1850), deutscher Porzellanmaler
- Adler, Christina (* 1980), deutsche Filmregisseurin
- Adler, Christine (* 1976), deutsche Schauspielerin
- Adler, Christopher (* 1972), US-amerikanischer Komponist, Pianist und Improvisationsmusiker
- Adler, Cornelius (* 1989), deutscher Basketballspieler
- Adler, Daniel (* 1958), brasilianischer Segler
- Adler, Dankmar (1844–1900), US-amerikanischer Architekt
- Adler, David A. (* 1947), US-amerikanischer Kinder- und Jugendbuchautor
- Adler, Dieter (1936–2024), deutscher Sportjournalist
- Adler, Edmund (1876–1965), österreichischer Maler
- Adler, Eduard (1861–1938), Journalist und Kommunalpolitiker (SPD)
- Adler, Egon (1892–1963), tschechischer Maler, US-amerikanischer Maler
- Adler, Egon (1937–2015), deutscher RadsportlerEgon Adler (1937–2015)

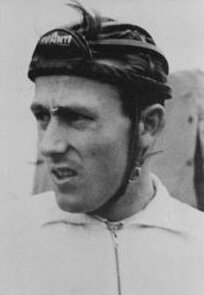
Egon Adler (1937–2015)

- Adler, Elisabeth (1926–1997), deutsche Direktorin einer Evangelischen Akademie
- Adler, Elkan Nathan (1861–1946), britischer Jurist und wissenschaftlicher Reisender
- Adler, Elmer (1892–1970), US-amerikanischer Offizier der US Army und US Army Air Force
- Adler, Emanuel (1845–1926), deutscher Komponist und Organist
- Adler, Emanuel (1873–1930), österreichischer Jurist
- Adler, Emma (1858–1935), österreichische Journalistin und Schriftstellerin
- Adler, Ephraim (1855–1910), deutscher Mediziner
- Adler, Ernst (1898–1981), deutscher wissenschaftlicher Bibliothekar
- Adler, Felix (1851–1933), deutschamerikanischer Philosoph
- Adler, Felix († 1927), österreichisch-tschechoslowakischer Musikkritiker
- Adler, Frank (* 1945), deutscher habilitierter Soziologe
- Adler, Franz († 1884), deutscher Rittergutsbesitzer und konservativer Politiker, MdL (Königreich Sachsen)
- Adler, Franz (1908–1983), US-amerikanischer Soziologe österreichischer Herkunft
- Adler, Franz von (1829–1898), preußischer Generalleutnant
- Adler, Freda (* 1934), US-amerikanische Soziologin und Kriminologin
- Adler, Frederick Charles (1889–1959), US-amerikanisch-deutscher Dirigent
- Adler, Friedrich (1827–1908), deutscher Architekt, Baubeamter und Bauforscher
- Adler, Friedrich (1857–1938), österreichischer Jurist, Politiker und Übersetzer
- Adler, Friedrich (1878–1942), deutscher Designer, Bauplastiker und Professor
- Adler, Friedrich (1879–1960), österreichischer Naturwissenschaftler und Politiker (SDAP), Abgeordneter zum NationalratFriedrich Adler (1879–1960)

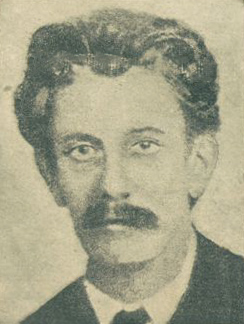
Friedrich Adler (1879–1960)

- Adler, Friedrich (1916–1996), deutscher Ingenieur
- Adler, Fritz (1888–1965), deutschjüdischer Industrieller
- Adler, Fritz (1889–1970), deutscher Archivar und Museumsdirektor
- Adler, Georg (1863–1908), deutscher Nationalökonom
- Adler, Georg Christian (1724–1804), deutscher Prediger, Autor und Altertumsforscher
- Adler, Georg Josias Stephan (* 1792), deutscher Propst
- Adler, Gosbert (* 1956), deutscher Fotograf und Hochschullehrer
- Adler, Gottlieb (1860–1893), österreichischer Physiker
- Adler, Guido (1855–1941), österreichischer MusikwissenschaftlerGuido Adler (1855–1941)

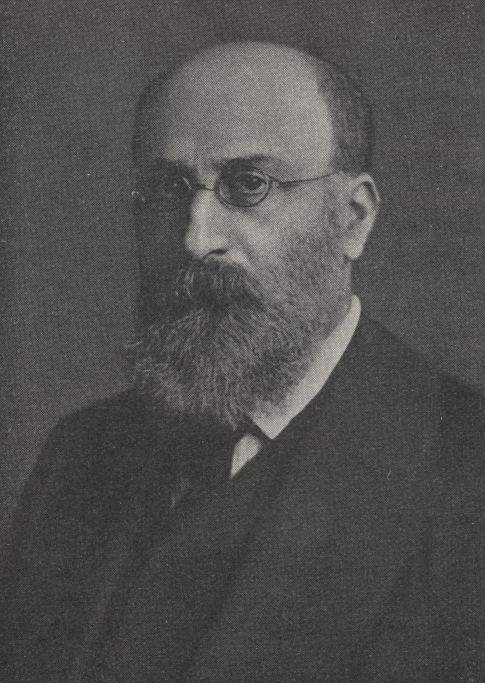
Guido Adler (1855–1941)

- Adler, Guido (* 1946), deutscher Mediziner
- Adler, Günther (* 1933), deutscher ehemaliger Volkswirt und Krimineller
- Adler, Gunther (* 1963), deutscher Ministerialbeamter
- Adler, Gustav (1857–1928), österreichischer Sozialhygiener, Polizeiarzt, Schulreformer und Hofrat
- Adler, Gustav (1891–1963), deutscher Kaufmann, Verbandsfunktionär und Kommunalpolitiker (Zentrum, CDU)
- Adler, H. G. (1910–1988), österreichischer Dichter, Schriftsteller und Zeitzeuge der Schoah
- Adler, Hans (1880–1957), österreichischer Librettist, Schriftsteller und Jurist
- Adler, Hans (1899–1966), deutscher Wirtschaftsanwalt
- Adler, Hans (1920–2000), deutscher Politiker (SED)
- Adler, Hans (* 1944), deutscher Germanist und Komparatist
- Adler, Hans Hermann (1891–1956), Zeitungswissenschaftler und Professor der Universität Heidelberg
- Adler, Hans-Gerd (* 1941), deutscher Kommunalpolitiker (CDU)
- Adler, Hans-Henning (* 1949), deutscher Politiker (Die Linke), MdL
- Adler, Harry Clay (1865–1940), US-amerikanischer Zeitungsmanager
- Adler, Heinz (1909–1988), deutscher Ingenieur und Hochschullehrer
- Adler, Heinz (1912–1990), deutscher Politiker (SPD), MdL
- Adler, Heinz (1918–1997), deutscher Brigadegeneral (Bundeswehr)
- Adler, Helena (1983–2024), österreichische Schriftstellerin und bildende KünstlerinHelena Adler (1983–2024)

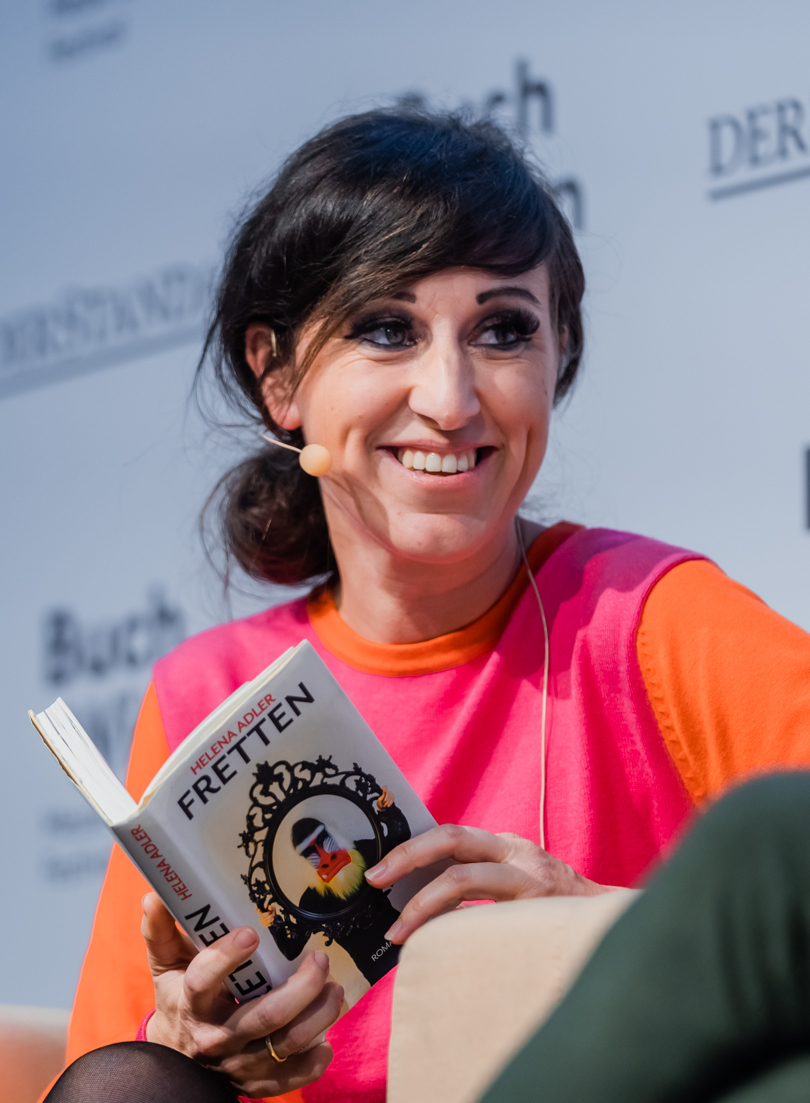
Helena Adler (1983–2024)

- Adler, Helene (1849–1923), deutsche Schriftstellerin und Lehrerin
- Adler, Helga (* 1943), deutsche Frauenpolitikerin (SED/PDS/heute parteilos)
- Adler, Herbert (1935–2023), deutscher Schauspieler und Regisseur
- Adler, Hermann (1839–1911), Oberrabbiner des Vereinigten Königreichs (1891–1911)
- Adler, Hermann (1841–1921), deutscher Nervenarzt und Entomologe
- Adler, Hermann (1890–1967), deutscher Generalmajor im Zweiten Weltkrieg und Militärschriftsteller
- Adler, Hermann (1911–2001), deutscher Schriftsteller
- Adler, Hilde (1885–1983), deutsche Ärztin
- Adler, Horst (* 1941), österreichischer Prähistoriker
- Adler, Hugo Chaim (1894–1955), belgischer Komponist, Chasan und Chorleiter
- Adler, Ines (* 1963), deutsche Schlagersängerin
- Adler, Jacob Georg Christian (1756–1834), dänisch-deutscher evangelischer Theologe, Pädagoge und Orientalist
- Adler, Jacob P. (1855–1926), Schauspieler des jiddischen Theaters in New York
- Adler, Jankel (1895–1949), polnischer MalerJankel Adler (1895–1949)

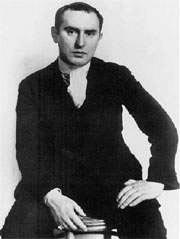
Jankel Adler (1895–1949)

- Adler, Jenny (* 1983), deutsche Biathletin
- Adler, Jens (* 1965), deutscher Fußballspieler
- Adler, Jeremy (* 1947), britischer Dichter und Professor für Deutsche Sprache
- Adler, Jerry (1918–2010), US-amerikanischer Musiker (Mundharmonika)
- Adler, Jerry (* 1929), US-amerikanischer Theaterdirektor und -regisseur sowie Fernseh- und Filmschauspieler
- Adler, Joe (* 1993), US-amerikanischer Schauspieler
- Adler, Johan Gunder (1784–1852), dänisch-norwegischer Beamter
- Adler, Johann Christoph Georg (1758–1815), deutscher Jurist in Altona
- Adler, Johann Samuel (1738–1799), preußischer Beamter
- Adler, Johannes († 1518), Hochschullehrer und zweimaliger Rektor der Universität Tübingen
- Adler, John (1959–2011), US-amerikanischer Politiker
- Adler, John Hans (1912–1980), US-amerikanischer Entwicklungsökonom
- Adler, Jonathan (* 1966), US-amerikanischer Keramiker, Designer und Autor
- Adler, Julia Rebekka (* 1978), deutsche Bratschistin und Viola-d’amore-Spielerin
- Adler, Julius (1882–1934), deutscher Rechtsanwalt
- Adler, Julius (1894–1945), deutscher Politiker (KPD), MdR
- Adler, Julius (1930–2024), deutschamerikanischer Biochemiker
- Adler, Julius Ochs (1892–1955), US-amerikanischer Generalmajor der US Army und Journalist
- Adler, Jürgen (1941–1995), deutscher Maler und Grafiker
- Adler, Jürgen (* 1950), deutscher Politiker (CDU), MdA
- Adler, Karl (1873–1938), Kriegsveteran, Bettfederfabrikant, Kunstsammler- und Förderer
- Adler, Karl (1890–1973), deutschamerikanischer Musikwissenschaftler
- Adler, Karl (1894–1966), deutscher Gynäkologe
- Adler, Karl Christian (1790–1887), deutscher Pfarrer und Politiker, MdL
- Adler, Karl Friedrich (1828–1883), deutscher Rittergutsbesitzer und konservativer Politiker, MdL (Königreich Sachsen)
- Adler, Karl Friedrich (1865–1924), österreichischer Rechtswissenschaftler
- Adler, Karl-Heinz (1927–2018), deutscher Maler, Grafiker und KonzeptkünstlerKarl-Heinz Adler (1927–2018)

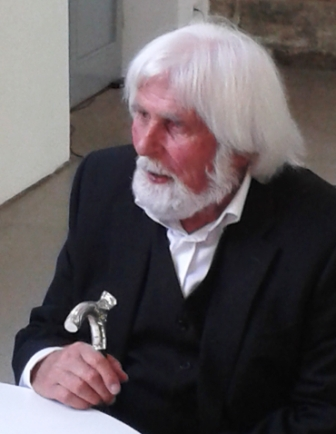
Karl-Heinz Adler (1927–2018)

- Adler, Katharina (1919–2010), deutsche Journalistin und Publizistin
- Adler, Katharina (* 1980), deutsche Autorin
- Adler, Katja (* 1974), deutsche Politikerin (FDP)
- Adler, Kim (* 1979), deutscher Fernsehmoderator und -redakteur
- Adler, Kraig (* 1940), US-amerikanischer Herpetologe und Hochschullehrer
- Adler, Kurd (1892–1916), Lyriker des deutschen Expressionismus
- Adler, Kurt (1907–1977), amerikanischer Dirigent österreichischer Herkunft
- Adler, Kurt Herbert (1905–1988), österreichisch-amerikanischer Dirigent
- Adler, Larry (1914–2001), US-amerikanischer Mundharmonikaspieler
- Adler, Lars (* 1976), deutscher Historiker, Archivar und Phaleristiker (Ordenskundler)
- Adler, Laure (* 1950), französische Journalistin und Buchautorin
- Adler, Lazarus (1810–1886), Landesrabbiner der Provinz Hessen-Nassau
- Adler, Leo (1886–1925), deutscher Pharmakologe
- Adler, Leo (1891–1962), deutscher Architekturtheoretiker, Architekturkritiker, Autor und Architekt
- Adler, Leo (1897–1987), österreichischer Maler und Grafiker
- Adler, Leonhard (1882–1965), österreichisch-deutscher Ingenieur, Politiker und Arbeiterpriester
- Adler, Leonore (* 1953), deutsche Malerin, Grafik-Designerin, Schriftsetzerin, Performance- und Installationskünstlerin
- Adler, Leopold (1850–1919), österreichischer Theaterschauspieler, Dramaturg, Theaterintendant und Schriftsteller
- Adler, Lisa (* 1962), deutsche Schauspielerin und Coach für Schauspiel
- Adler, Lou (* 1933), US-amerikanischer Produzent, Manager und GeschäftsführerLou Adler (* 1933)

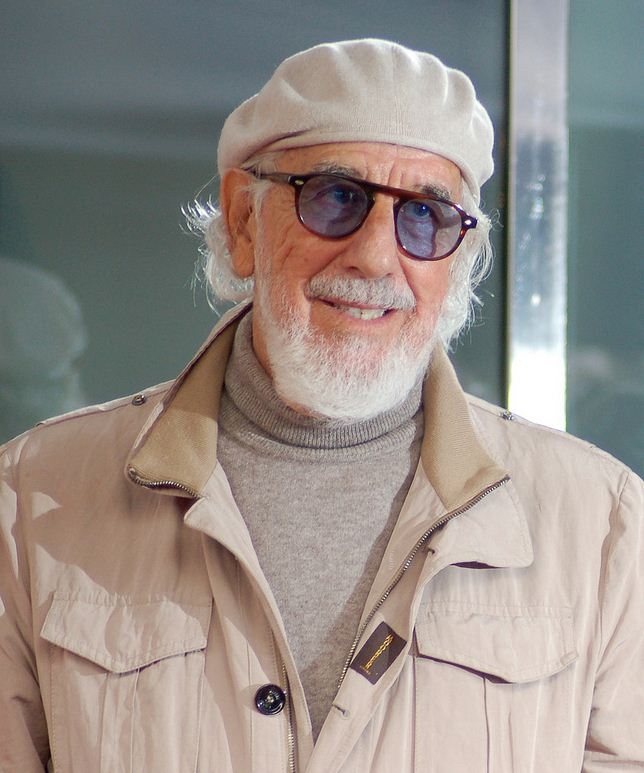
Lou Adler (* 1933)

- Adler, Lou (* 1996), französische Tennisspielerin
- Adler, Ludwig (1876–1958), österreichischer Geburtshelfer und Gynäkologe
- Adler, Luther (1903–1984), US-amerikanischer Film- und Theaterschauspieler
- Adler, Malka (* 1945), israelische Autorin, Familienberaterin und Dozentin
- Adler, Manfred (1928–2005), deutscher katholischer Ordenspriester, Religionslehrer und Autor
- Adler, Margarete (1896–1990), österreichische Sportlerin
- Adler, Margot (1946–2014), US-amerikanische Autorin, Journalistin und Wicca-Priesterin
- Adler, Mark (* 1950), US-amerikanischer Mathematiker
- Adler, Mark (* 1959), US-amerikanischer Informatiker und Ingenieur
- Adler, Martin (1958–2006), schwedischer Journalist und Fotograf
- Adler, Max (1863–1938), österreichischer Violinist, Violinpädagoge, Dirigent und Musikschriftsteller
- Adler, Max (1866–1952), US-amerikanischer Geiger, Geschäftsmann und Philanthrop
- Adler, Max (1867–1937), deutscher Pädagoge und Historiker
- Adler, Max (1867–1940), deutscher Politiker (DNVP), Mitglied der Sächsischen Volkskammer
- Adler, Max (1873–1937), österreichischer Soziologe, Vertreter des Austromarxismus und Politiker, LandtagsabgeordneterMax Adler (1873–1937)

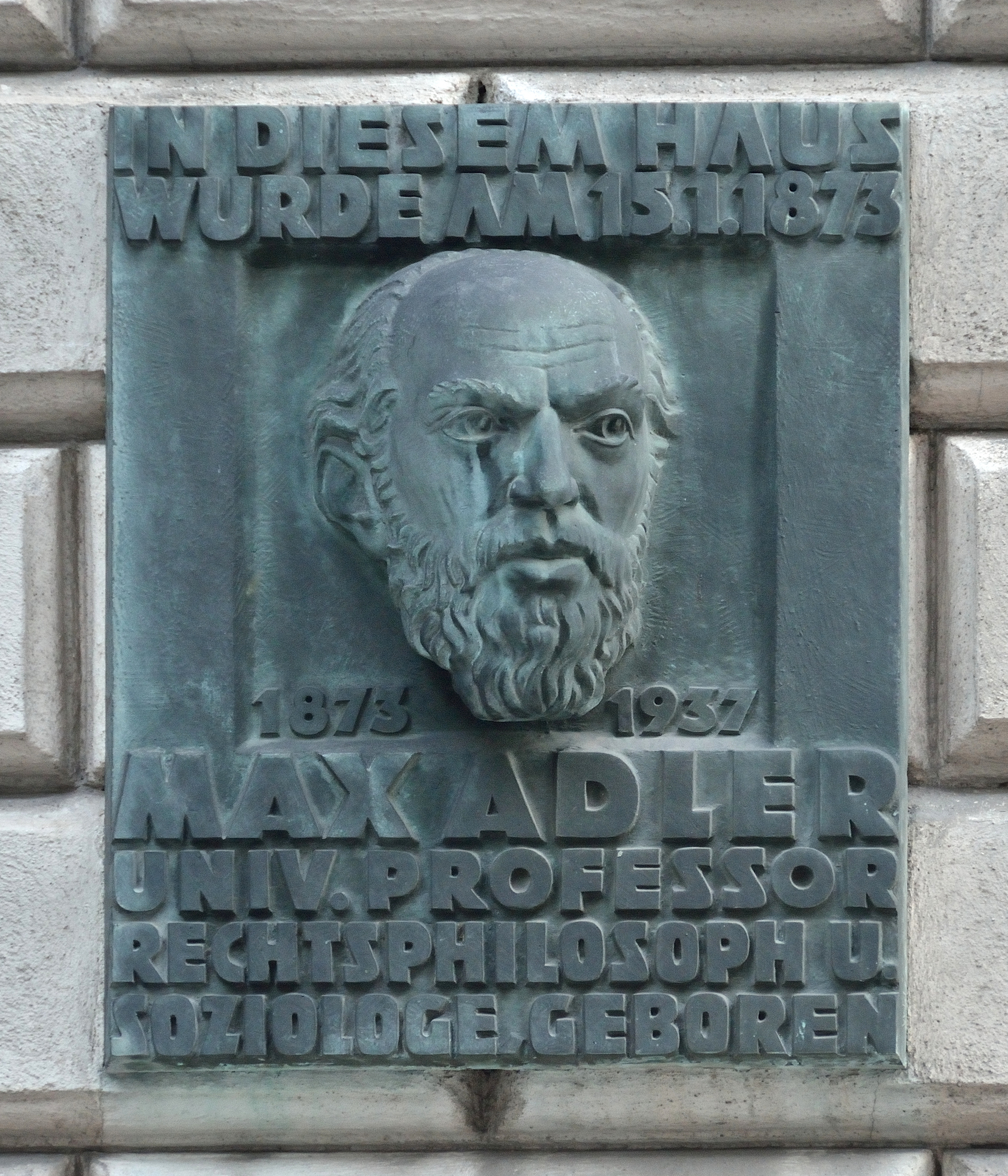
Max Adler (1873–1937)

- Adler, Max (1877–1968), deutscher Schriftsteller
- Adler, Max (1907–1981), deutsch-britischer Physiker
- Adler, Max (* 1986), US-amerikanischer Schauspieler
- Adler, Maximilian (1884–1944), tschechischer Klassischer Philologe und Hochschullehrer
- Adler, Meinhard (1937–2024), deutscher Psychiater und Autor
- Adler, Melanie (1888–1942), österreichische Ärztin, Opfer des Holocaust und Tochter des Musikwissenschaftlers Guido Adler
- Adler, Melanie (* 1976), deutsche Schauspielerin und Sprecherin
- Adler, Mike (* 1978), deutscher Schauspieler und Rapper
- Adler, Mortimer (1902–2001), US-amerikanischer Philosoph und Schriftsteller
- Adler, Nathan (1741–1800), Rabbiner von Frankfurt am Main
- Adler, Nathan Marcus (1803–1890), deutscher und britischer Rabbiner
- Adler, Nettie (1868–1950), britische Politikerin (Liberal Party; Progressive Party) und Sozialarbeiterin
- Adler, Nicky (* 1985), deutscher FußballspielerNicky Adler (* 1985)
- Adler, Nikki (* 1987), deutsche Boxerin

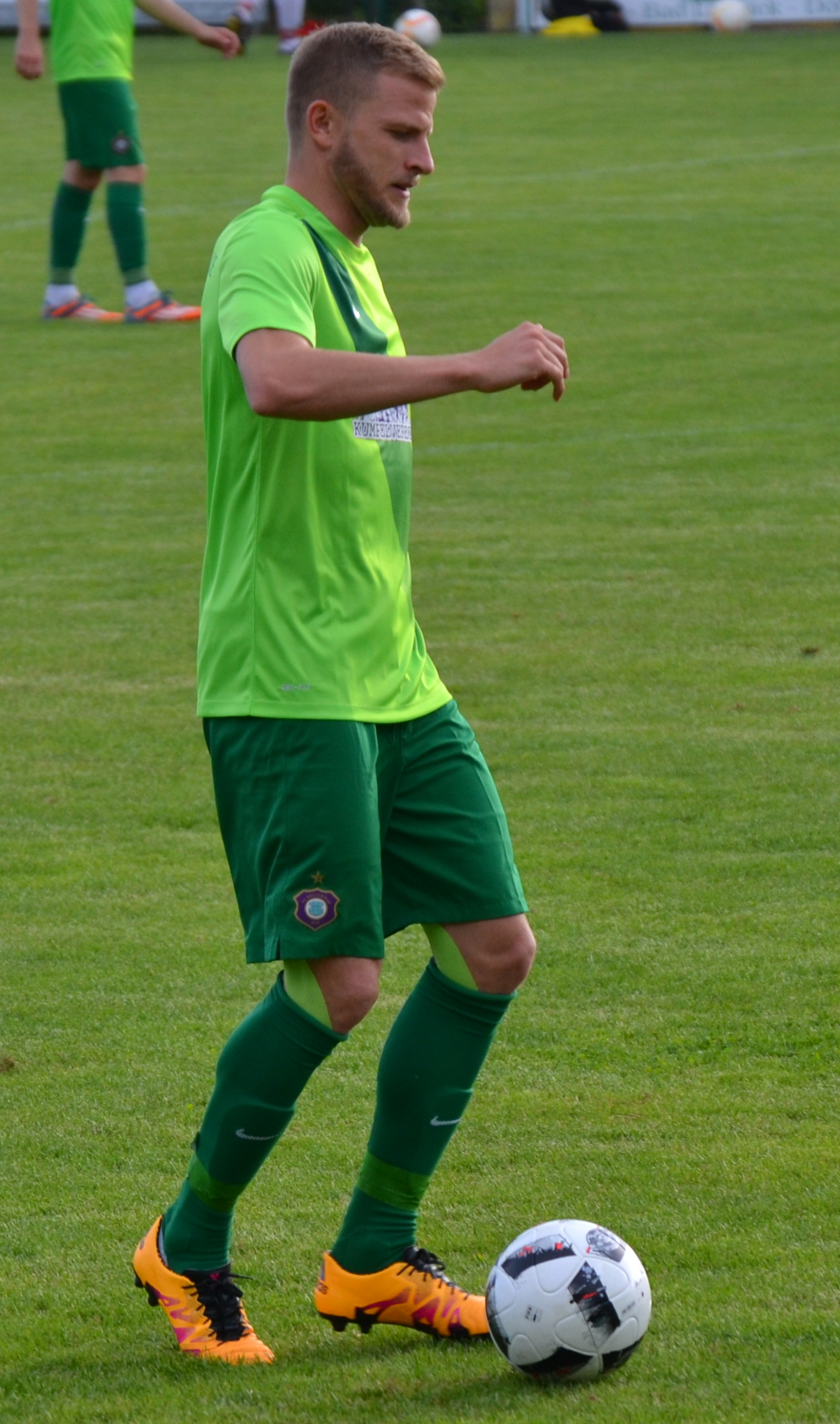
Nicky Adler (* 1985)

- Adler, Nikolaus (1902–1970), deutscher katholischer Theologe
- Adler, Olga, deutsche Fußballspielerin
- Adler, Oliver (* 1967), deutscher Fußballspieler
- Adler, Oscar (1879–1936), österreichisch-tschechoslowakischer Internist
- Adler, Oskar (1875–1955), österreichischer Arzt, Musiker und Astrologe
- Adler, Otto (1876–1948), deutscher Gewerkschafter, 1. Vorsitzender der IG Chemie, Papier, Keramik
- Adler, Otto (1915–1967), österreichischer Forstingenieur, Zoologe und Ornithologe
- Adler, Patricia A. (* 1951), US-amerikanische Soziologin
- Adler, Paul (1878–1946), deutscher Schriftsteller jüdischer Herkunft
- Adler, Péter (1910–1983), ungarischer Zahnmediziner und Zahnkariesforscher
- Adler, Peter (1923–2012), deutscher Schriftsteller
- Adler, Peter (1940–2010), deutscher Politiker (SPD), MdL
- Adler, Peter (* 1952), US-amerikanischer Soziologe
- Adler, Peter Herman (1899–1990), tschechisch-US-amerikanischer Dirigent
- Adler, Philipp (1461–1532), Augsburger Kaufmann
- Adler, Polly (1900–1962), US-amerikanische Bordellbetreiberin
- Adler, Raissa (1872–1962), österreichische Frauenrechtlerin russischer Herkunft
- Adler, Reinhard (* 1947), deutscher Fußballspieler
- Adler, Renata (* 1938), US-amerikanische Journalistin und Schriftstellerin
- Adler, René (* 1985), deutscher FußballtorwartRené Adler (* 1985)

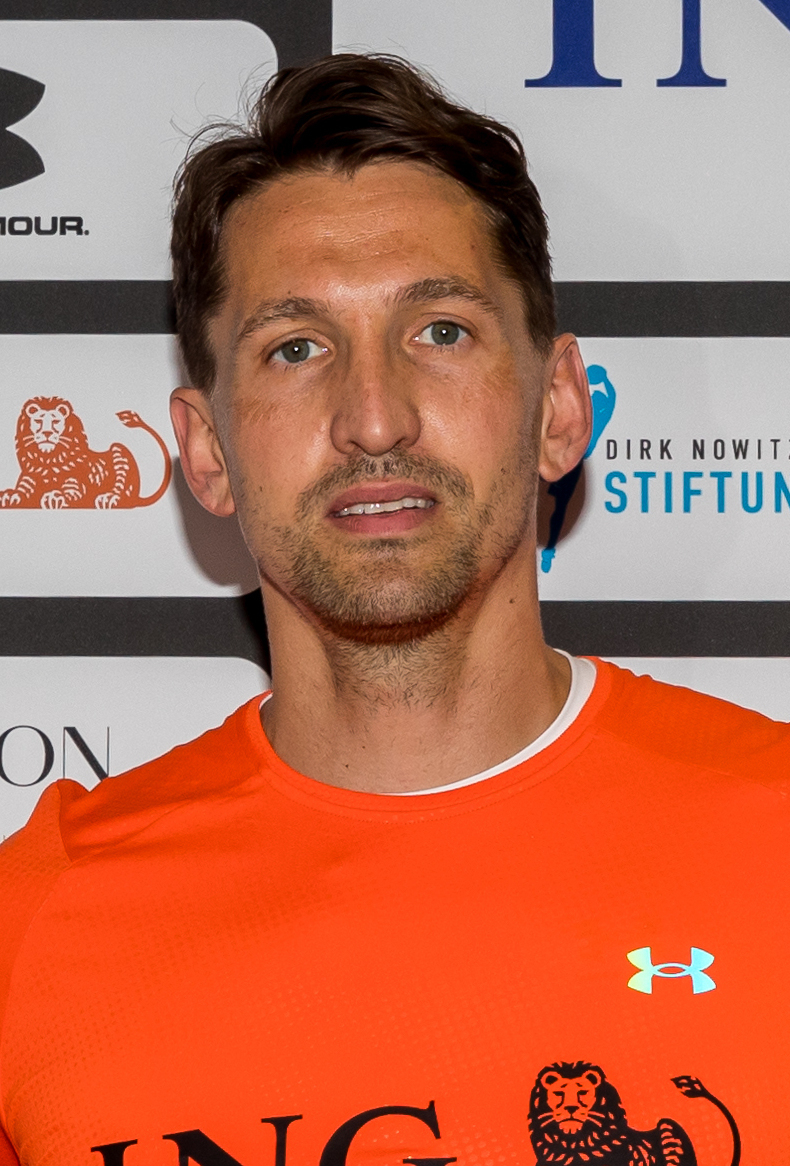
René Adler (* 1985)

- Adler, Richard (1907–1977), deutscher Maler, Illustrator und Graphiker
- Adler, Richard (1921–2012), US-amerikanischer Komponist
- Adler, Robert (1906–1987), US-amerikanischer Schauspieler
- Adler, Robert (1913–2007), austroamerikanischer Physiker, Elektroniktechniker und Erfinder
- Adler, Rolf H. (* 1936), Schweizer Psychosomatiker und Psychoanalytiker
- Adler, Roy (1931–2016), US-amerikanischer Mathematiker
- Adler, Sabine (* 1963), deutsche Journalistin, Autorin
- Adler, Salo (1857–1919), deutscher Schulleiter, Direktor des Philanthropin in Frankfurt am Main
- Adler, Salomon, deutscher Maler
- Adler, Samuel (1809–1891), deutsch-US-amerikanischer Rabbiner
- Adler, Samuel (* 1928), deutschamerikanischer Komponist und Dirigent
- Adler, Samuel Hirsch (1739–1811), Landesrabbiner in der Grafschaft Wertheim
- Adler, Sara († 1953), Schauspielerin des jiddischen Theaters in New York
- Adler, Sarah (* 1978), französisch-israelische Schauspielerin
- Adler, Sharon (* 1962), deutsche Journalistin und FotografinSharon Adler (* 1962)

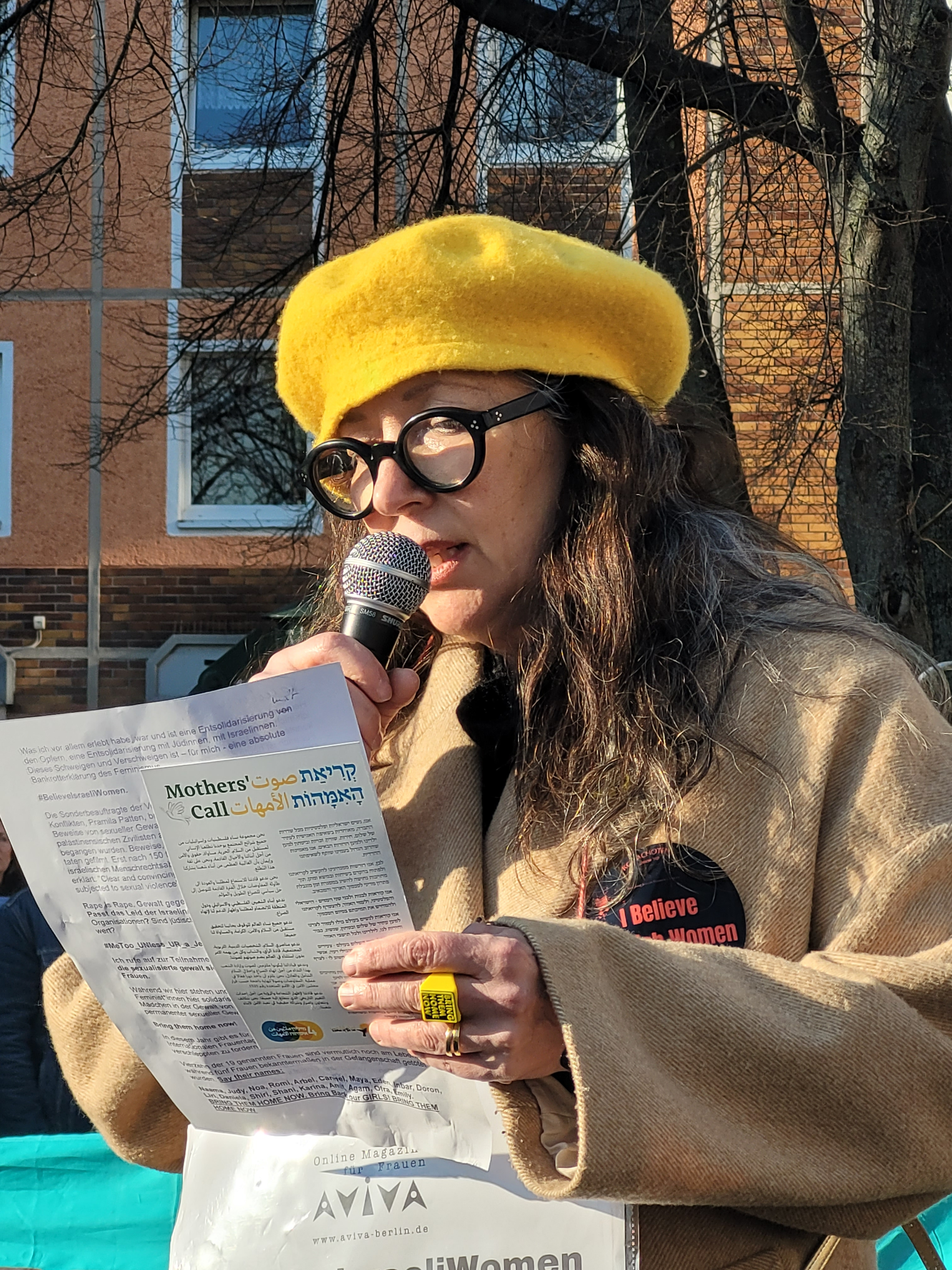
Sharon Adler (* 1962)

- Adler, Siegfried (1871–1945), österreichischer Opern- und Operettensänger (Tenor)
- Adler, Siegfried (* 1943), deutscher Radrennfahrer
- Adler, Sigmund (1853–1920), österreichischer Rechtshistoriker und Hochschullehrer
- Adler, Simon L. (1867–1934), US-amerikanischer Jurist und Politiker
- Adler, Stella (1901–1992), amerikanische SchauspielerinStella Adler (1901–1992)

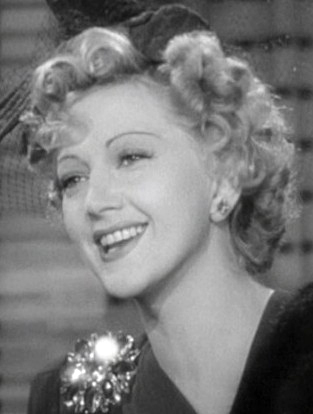
Stella Adler (1901–1992)

- Adler, Stephen (* 1939), US-amerikanischer Physiker
- Adler, Stephen (* 1955), US-amerikanischer Journalist
- Adler, Steven (* 1965), amerikanischer Schlagzeuger
- Adler, Theodor (1813–1883), deutscher Gymnasiallehrer, Direktor in Köslin, Halle und Königsberg
- Adler, Thomas (* 1965), deutscher Fußballspieler
- Adler, Uwe (* 1974), deutscher Politiker (SPD), MdL
- Adler, Valentina (1898–1942), österreichische Kommunistin
- Adler, Victor (1852–1918), österreichischer Politiker, Parteigründer, Journalist
- Adler, Vincent (1826–1871), ungarischer Komponist und Pianist
- Adler, Walter (* 1947), deutscher Regisseur
- Adler, Warren (1927–2019), US-amerikanischer Schriftsteller
- Adler, Wawau (* 1967), deutscher Jazzmusiker
- Adler, Werner (* 1946), deutscher Fußballspieler
- Adler, Wolfgang (* 1959), deutscher Prähistoriker
- Adler, Yael (* 1973), deutsche Ärztin und Autorin
- Adler, Yuval, israelischer Filmregisseur, Drehbuchautor, Philosoph, Bildhauer und Fotograf
- Adler-Herzmark, Jenny (1877–1950), österreichische Medizinerin, Chefärztin des Gewerbeinspektorats
- Adler-Hugonnet, Eva (* 1867), Opernsängerin
- Adler-Krafft, Maria (1924–2019), deutsche Malerin und Grafikerin
- Adler-Olsen, Jussi (* 1950), dänischer KrimiautorJussi Adler-Olsen (* 1950)

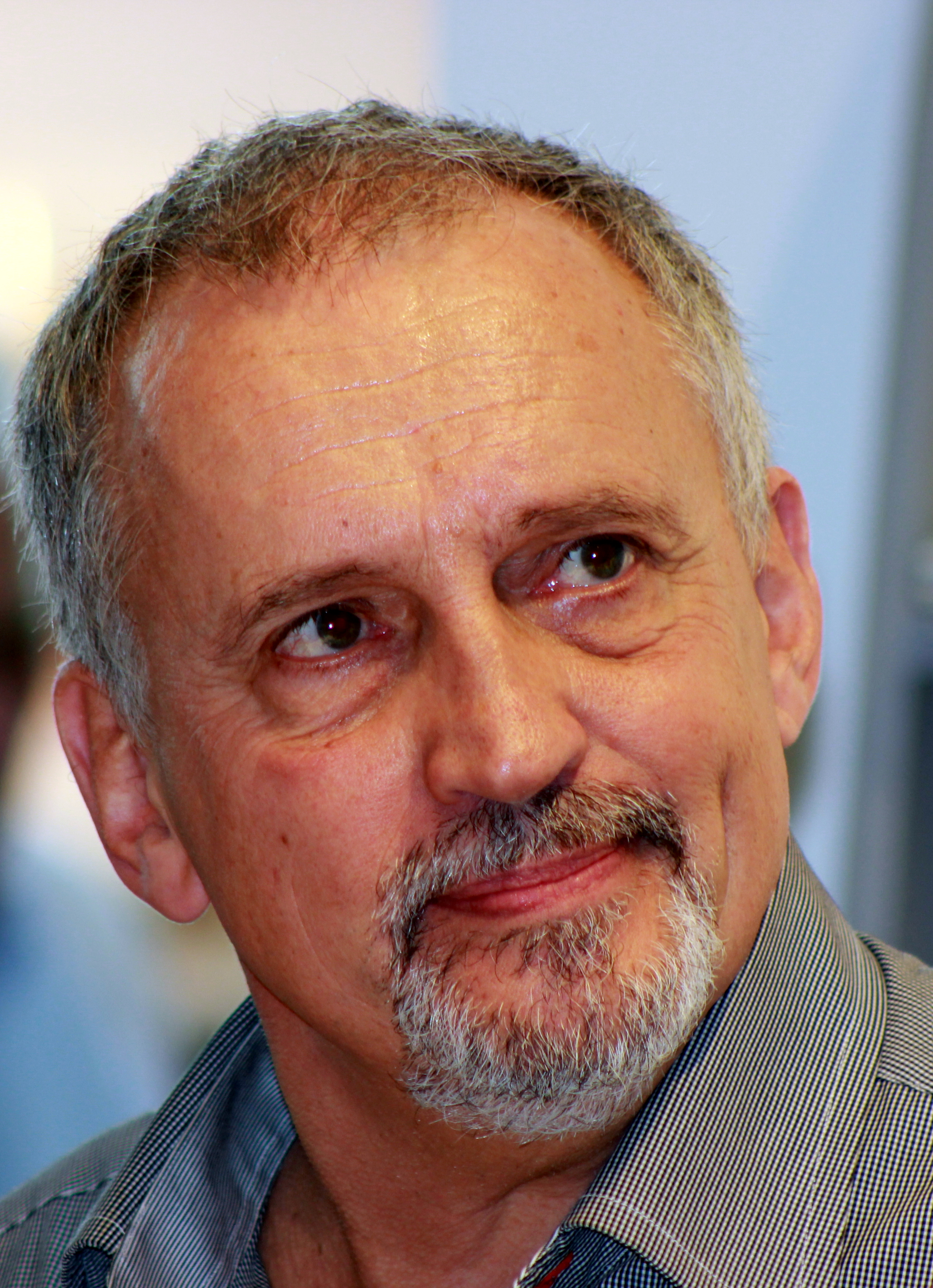
Jussi Adler-Olsen (* 1950)

- Adler-Rudel, Salomon (1894–1975), jüdischer Sozialpolitiker

##### Adlerb
- Adlerberg, Nikolai Wladimirowitsch (1819–1892), russischer Staatsrat, Hofkammerherr, Gouverneur von Taganrog, Simferopol und Verwalter von Finnland
- Adlerberg, Wladimir Fjodorowitsch (1791–1884), russischer General und Minister
- Adlerbeth, Gudmund Jöran (1751–1818), schwedischer Staatsmann, Gelehrter und Dichter

##### Adlerc
- Adlercreutz, Anders (* 1970), finnlandschwedischer Politiker
- Adlercreutz, Axel (1821–1880), schwedischer Jurist, Abgeordneter und Ministerpräsident
- Adlercreutz, Carl Johan (1757–1815), schwedischer Generalleutnant
- Adlercreutz, Fredrik (1793–1852), schwedischer Militär, Konsul und Gouverneur

##### Adlerf
- Adlerfels, Gustav von (1815–1881), österreichisch-böhmischer Gutsbesitzer und Politiker
- Adlerfelt, Gustaf (1671–1709), schwedischer Geschichtsschreiber
- Adlerflycht, Elisabeth von (1775–1846), deutsche Malerin
- Adlerflycht, Johann Christoph von (1729–1786), deutscher Jurist und Frankfurter Bürgermeister
- Adlerflycht, Justinian von (1761–1831), deutscher Richter

##### Adlern
- Adlernest, Alaeddin (1940–2017), österreichischer klassischer- und Improvisationsmusiker

##### Adlero
- Adlerova, Charlotta (1908–1989), deutschbrasilianische Malerin, Zeichnerin und Illustratorin
- Adlerová, Vendula (* 1984), tschechische Volleyballspielerin

##### Adlers
- Adlersfeld-Ballestrem, Eufemia von (1854–1941), deutsche SchriftstellerinEufemia von Adlersfeld-Ballestrem (1854–1941)

Eufemia von Adlersfeld-Ballestrem (1854–1941)

- Adlersflügel, Mathias (1868–1933), österreichischer Industrieller und Politiker (CS), Abgeordneter zum Nationalrat
- Adlershelm, Christian Lorentz von (1608–1684), Geheimer Kammerrat des Kurfürsten Johann Georg II. von Sachsen, regierender Bürgermeister Leipzigs
- Adlersparre, Georg (1760–1835), schwedischer General, Politiker und Schriftsteller
- Adlersparre, Sophie (1808–1862), schwedische Malerin
- Adlersparre, Sophie (1823–1895), schwedische Verlegerin, Redakteurin, Schriftstellerin und Frauenrechtlerin
- Adlerstein, Aron (1913–2000), deutscher Vorsitzender der Israelitischen Religionsgemeinde Leipzig
- Adlersthurn, Johann Ignaz Dominik Putz von († 1718), böhmischer Hofkammerrat und Assessor des Kammer- und Feudalgerichts
- Adlersthurn, Johann Putz von (1595–1660), Kaiserlicher Hofkammerrat
- Adlerstråhle, Märtha (1868–1956), schwedische Tennisspielerin

##### Adlert
- Adlerteg, Jonna (* 1995), schwedische Turnerin

##### Adlerz
- Adlerz, Erik (1892–1975), schwedischer Wasserspringer

#### Adles
- Adlešič, Đurđa (* 1960), kroatische Politikerin
- Adlešič, Juro (1884–1968), jugoslawischer Rechtsanwalt und Politiker
- Adlesic, Trish, US-amerikanische Filmproduzentin und Regisseurin

### Adlg
- Adlgasser, Alexander (* 1967), österreichischer Sommelier, Maitre, Restaurantdirektor und Gastronom
- Adlgasser, Anton Cajetan (1729–1777), deutscher Komponist und Organist

### Adlh
- Adlhart, Jakob (1898–1985), österreichischer Bildhauer
- Adlhart, Jakob (1936–2021), österreichischer Architekt
- Adlhart, Jakob d. Ä. (1871–1956), deutscher Bildhauer, Fassmaler, Vergolder und Restaurator
- Adlhoch, Anna (1876–1961), Frau von Hans Adlhoch
- Adlhoch, Beda (1854–1910), deutscher Benediktiner und Theologe
- Adlhoch, Hans (1884–1945), deutscher Politiker (Bayerische Volkspartei), MdR
- Adlhoch, Judith (* 1967), deutsche Fernsehmoderatorin, Produzentin, Drehbuchautorin und Regisseurin
- Adlhoch, Xaver (1893–1968), deutscher Offizier, Generalmajor der Wehrmacht im Zweiten Weltkrieg

### Adli
- Adli, al-, arabischer Schachspieler
- Adli, Amine (* 2000), marokkanisch-französischer FußballspielerAmine Adli (* 2000)

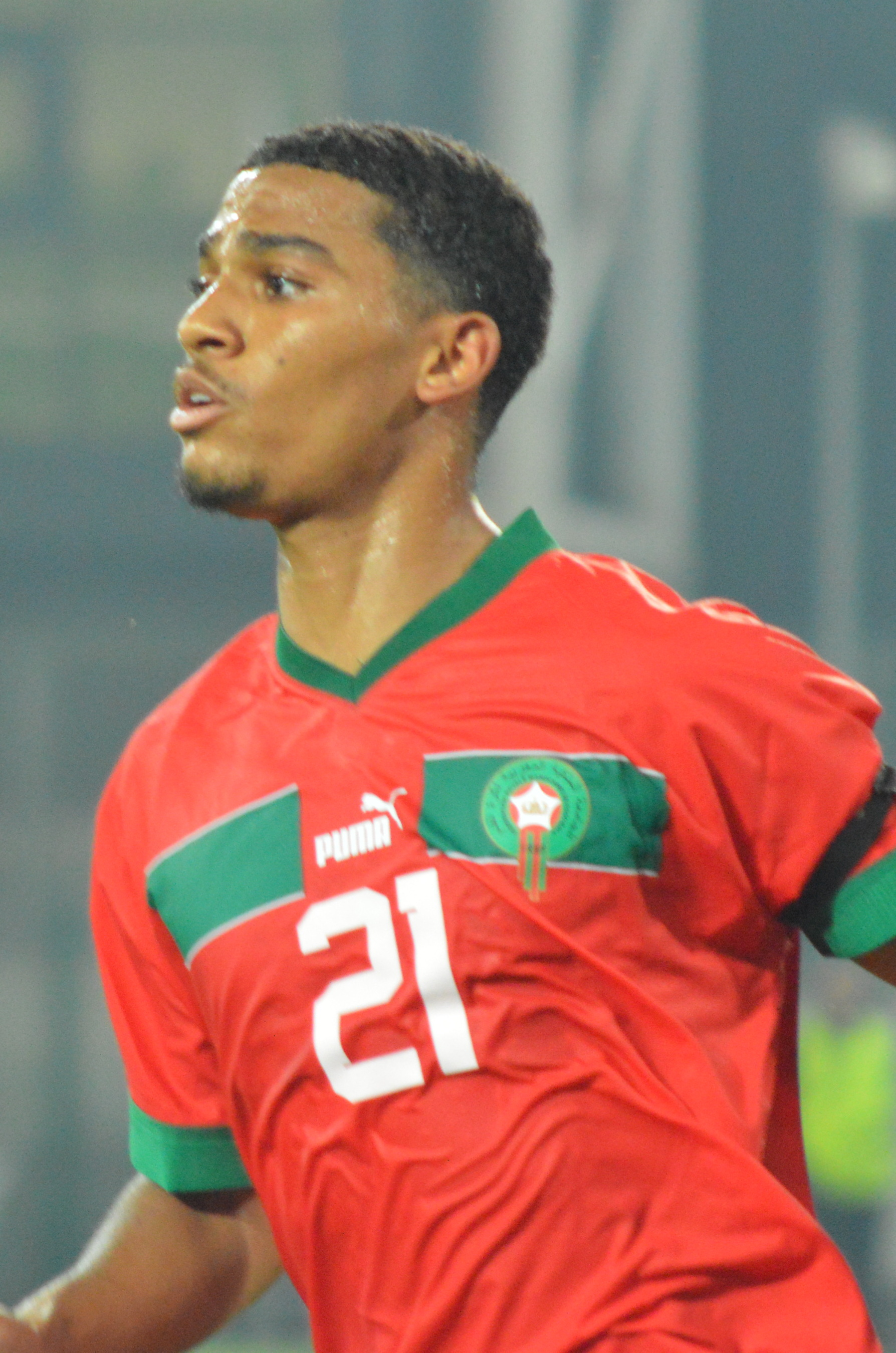
Amine Adli (* 2000)

- Adli, Amirul (* 1996), singapurischer Fußballspieler
- Adli, Aria (* 1972), deutscher Romanist
- Adli, Habib al- (* 1938), ägyptischer Politiker
- Adli, Mazda (* 1969), deutscher Psychiater Autor, Hochschullehrer und Chefarzt
- Adli, Yacine (* 2000), französischer Fußballspieler
- Adlington, James (* 1876), englischer Fußballspieler
- Adlington, Rebecca (* 1989), britische Freistilschwimmerin

### Adlk
- Adlkofer, Franz (1935–2022), deutscher Mediziner und Hochschullehrer

### Adlm
- Adlmaier, Ernst (* 1954), deutscher Eishockeyspieler
- Adlmaier, Josef, deutscher Eishockeyspieler
- Adlmaier-Herbst, Dieter Georg (* 1960), deutscher Marken- und Kommunikationsexperte
- Adlmannseder, Josef (1888–1971), österreichischer Politiker (SPÖ), Mitglied des Bundesrates
- Adlmannseder, Karl (1902–1981), österreichischer Keramikmaler und Ofendesigner
- Adlmannseder, Reinhard (* 1943), österreichischer Maler, Grafiker und Kunsterzieher
- Adlmüller, Fred (1909–1989), österreichischer Modeschöpfer
- Adlmüller, Georg (1888–1966), deutscher Architekt und Baubeamter

### Adlo
- Adloff, Alfred (* 1874), deutsch-brasilianischer Bildhauer
- Adloff, Carl (1819–1863), deutscher Maler der Düsseldorfer Schule
- Adloff, Carl (1896–1981), deutscher Tischtennisfunktionär
- Adloff, Frank (* 1969), deutscher Soziologe
- Adloff, Gerd (* 1952), deutscher Lyriker, Fotograf, Kulturjournalist und Literaturwissenschaftler
- Adloff, Horst Manfred (1927–1989), deutscher Schauspieler, Drehbuchautor, Filmregisseur und Filmproduzent
- Adloff, Josef (1865–1939), römisch-katholischer Theologe
- Adloff, Kristlieb (1934–2023), deutscher evangelischer Theologe
- Adloff, Paul (1870–1944), deutscher Zahnmediziner und Anthropologe
- Adloff, Ralf (* 1974), deutscher Nordischer Kombinierer
- Adloff, Roland (* 1956), deutscher Schriftsteller
- Adlon, Felix (* 1967), deutscher Autor, Filmproduzent und Filmregisseur
- Adlon, Gideon (* 1997), US-amerikanisch-deutsche Schauspielerin und Synchronsprecherin
- Adlon, Lorenz (1849–1921), deutscher Gastronom und Hotelier
- Adlon, Louis (1874–1945), deutscher Hotelier
- Adlon, Louis (1907–1947), deutsch-amerikanischer Schauspieler
- Adlon, Nina (* 1972), deutsch-österreichische Opernsängerin (Sopran), Filmschauspielerin und Gesangscoachin
- Adlon, Pamela (* 1966), US-amerikanische Schauspielerin und SynchronsprecherinPamela Adlon (* 1966)

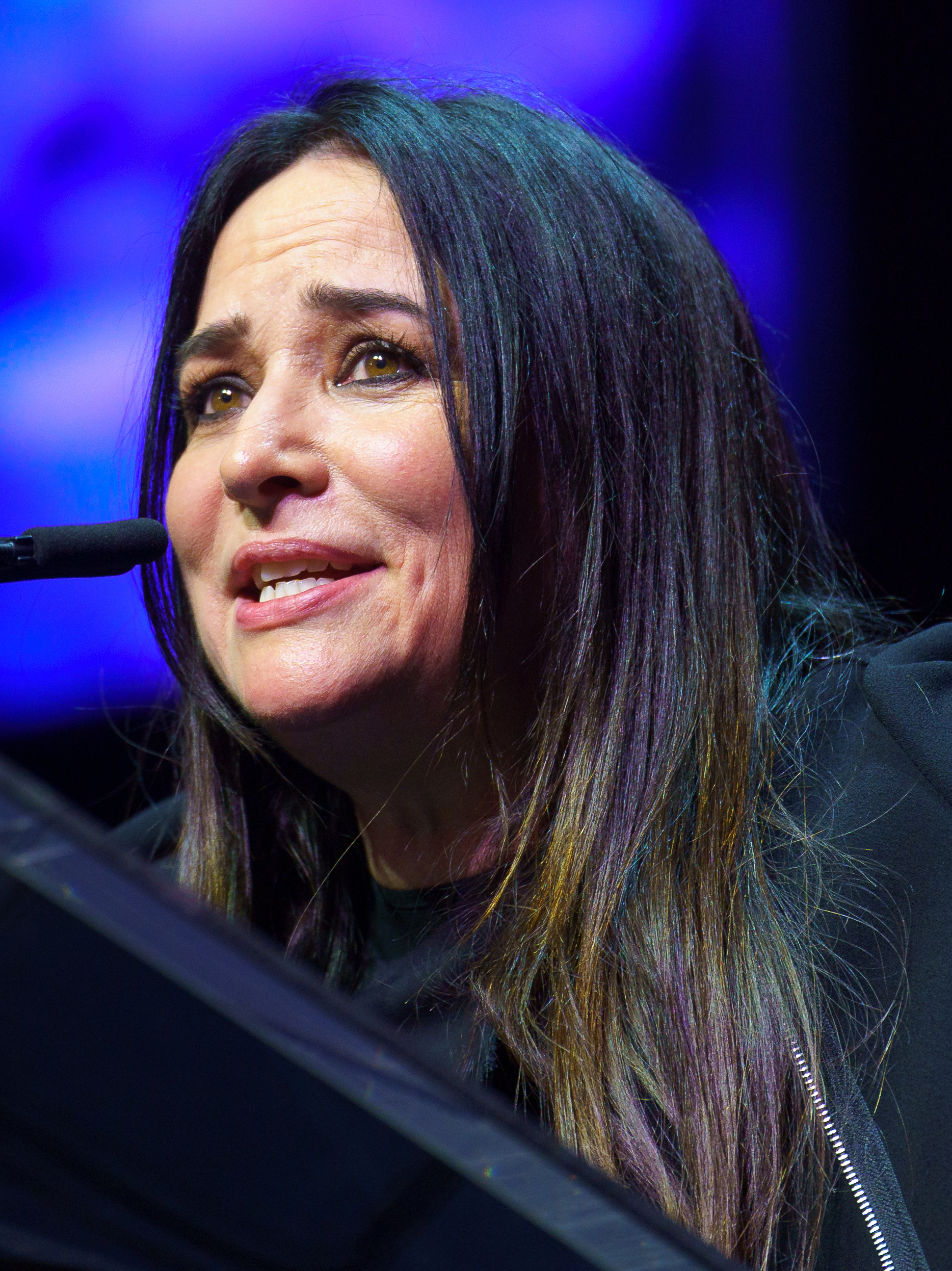
Pamela Adlon (* 1966)

- Adlon, Percy (1935–2024), deutscher Film- und Fernsehregisseur, Autor und Produzent

### Adlu
- Adlung, Daniel (* 1987), deutscher Fußballspieler
- Adlung, Jakob (1699–1762), deutscher Organist, Komponist, Musikschriftsteller und Instrumentenbauer
- Adlung, Johann Christoph (1648–1681), deutscher Mediziner und Orientalist
- Adlung, Philipp (* 1966), deutscher Musikwissenschaftler, Jurist und Musikmanager

### Adlw
- Adlwart, Veit († 1721), Opfer der Hexenverfolgung in Freising

### Adly
- Adly, Ahmed (* 1987), ägyptischer Großmeister im Schach